# Pustynia (Skrzyszów)
Pustynia – część wsi Skrzyszów w Polsce, położona w województwie śląskim, w powiecie wodzisławskim, w gminie Godów. 
W latach 1975–1998 Pustynia administracyjnie należała do województwa katowickiego.